# 查尔斯河实验室
查尔斯河实验室（英語：Charles River Laboratories, Inc.）是一家美国制药集团公司。专门为制药，医疗器械和生物技术行业提供各种临床前和临床实验室服务。 它还提供用于制药工程的各种生物医药产品和研发、外包等服务。客户包括世界各大制药和生物技术公司，主要学术机构和政府研究中心。目前董事长兼CEO是詹姆斯·C·福斯特。

## 历史
查尔斯河实验室1947年由一个年轻的兽医创建，他从弗吉尼亚州农场上购买了上千只老鼠笼，在波士顿成立了一个人实验室，地理位置可以俯瞰查尔斯河。为了满足地区实验室动物试验需求，他亲自喂养和照看饲养的动物，亲自送它们去当地研究所。在过去的六十年间，这个一个人的实验室逐渐成为一个扩展至全球的庞大网络。随着该组织不断扩大，已经成为一只预测未来药物开发需求的中坚力量。
2010年试图以每股收购价格为21.25美元，收购药明康德，涉及金额达16亿美元。但此举遭到公司内部投资者的反对，这主要包括一些关系投资者，例如JANA合伙人和纽伯格伯曼。于是在同年7月30日宣布放弃收购，选择支付3000万美元的违约赔偿金。

## 争议
由于进行动物试验，该公司不断遭到英国和美国的动物保护组织和协会的申诉控告，旗下拥有的一家位于英格兰的农场在经过15年拉锯战之后被迫于2000年关闭。